# Will Sjöwall
Will Sjöwall, född 27 juli 1899 i Stockholm, död 9 september 1999 i Stockholm, var en svensk företagsledare.
Sjöwall var son till grosshandlaren Robert Sjöwall och hans andra hustru Thérèse Dahlin samt brorson till riksdagsmannen Hjalmar Sjövall.
Sjöwall var VD för Hotell och Restaurant AB Gillet 1933–1945, biträdande direktör vid Sveriges Centrala Restaurant AB (Riks-Sara) 1946–1952 och VD för Stockholmsdistriktets Allmänna Restaurant AB (SARA) 1952–1964.
Han gav 1973 ut Släkten Sjövall (Sjöwall) från Skåne. År 1945 blev han riddare av Vasaorden.
Sjöwall var gift första gången från 1923 med Eva Westrell (1901–1989) och andra gången från 1932 med Margit Trobäck (1906–2003). Han hade barnen Lars (1925–2005), Åke (född 1933), Maj (1935–2020) och Kerstin (född 1940).
Will Sjöwall är gravsatt i minneslunden på Kungsholms kyrkogård i Stockholm.